# 薩非省
32°18′02″N 9°14′21″W / 32.300483°N 9.239159°W
薩非省（阿拉伯语：إقليم آسفي）是摩洛哥的省份，位於該國西北部，由馬拉喀什-薩菲大區負責管轄，首府設於薩非，面積7,285平方公里，2006年人口891,512，人口密度每平方公里122人。